# Oberonia forcipifera
Oberonia forcipifera är en orkidéart som beskrevs av Rudolf Schlechter. Oberonia forcipifera ingår i släktet Oberonia och familjen orkidéer. Inga underarter finns listade i Catalogue of Life.